# ژول برونت
ژول برونت (انگلیسی: Jules Brunet؛ زاده ۲ ژانویه ۱۸۳۸ درگذشته ۱۲ اوت ۱۹۱۱) یک فرد نظامی اهل فرانسه بود.